# Joel Roca Casals
Joel Roca Casals   (Camprodon, 7 de juliol de 2005) és un futbolista professional català que juga com a davanter al Girona FC.

## Trajectòria
Es va formar al planter del Girona FC des de la temporada 2019-20 en edat cadet. En la 2022-23 va jugar cinc partits amb el primer equip a la primera divisió i el 20 d'agost de 2024 va ser cedit al CD Mirandés perquè competís a la Segona Divisió. Va marcar el seu primer gol com a professional el 6 de desembre, aconseguint l'empat en una victòria per 2-1 a casa contra el Llevant UE.
El 3 de juliol de 2025, després de ser utilitzat regularment pels Jabatos, va retornar a la plantilla del Girona, i va renovar el seu contracte amb el club fins al 2029. Va marcar el 2-0 en la victòria del Girona contra Wolverhampton Wanderers FC durant el Torneig Costa Brava. Va marcar l'únic gol del Girona en la derrota contra el Rayo Vallecano (1-3) a Montilivi, convertint-se en el primer golejador de l'equip a la Lliga a la temporada 2025-26.

## Internacional
Joel Roca és internacional juvenil per edats, i ha jugat fins a la selecció espanyola sub-19.

## Estil de joc
Com a extrem petit, Roca és un golejador dinàmic amb una gran verticalitat.